# Tomszki terület
A Tomszki terület (oroszul Томская область) az Oroszországi Föderáció tagja. Székhelye Tomszk. Határos a Tyumenyi területtel, a Novoszibirszki területtel, a Kemerovói területtel, a Krasznojarszki határterülettel és az Omszki területtel. 2010-ben népessége 1 047 394 fő volt.

## Népesség
A lakosság döntő többsége orosz nemzetiségű, de más nemzetiségek is lakják, főleg tatárok, ukránok és németek. Őshonos kisebbségnek számítanak nyelvrokonaink, a szölkupok, valamint a hantik egy csoportja is itt él.
Nemzetiségi összetétel:
|              | 1959-es népszámlálás | 1970-es népszámlálás | 2002-es népszámlálás | 2010-es népszámlálás |
| ------------ | -------------------- | -------------------- | -------------------- | -------------------- |
| oroszok      | 643 738 (86,2%)      | 702 589 (89,4%)      | 950 222 (90,8%)      | 922 723 (92,1%)      |
| tatárok      | 13 449 (1,8%)        | 15 226 (1,9%)        | 20 145 (1,9%)        | 17 029 (1,7%)        |
| ukránok      | 20 275 (2,7%)        | 14 439 (1,8%)        | 16 726 (1,6%)        | 11 254 (1,1%)        |
| németek      | 21 152 (2,8%)        | 15 257 (1,9%)        | 13 444 (1,3%)        | 8 687 (0,9%)         |
| azeriek      | 152 (0,0%)           | 163 (0,0%)           | 4 354 (0,4%)         | 4 178 (0,4%)         |
| csuvasok     | 4 613 (0,6%)         | 6 145 (0,8%)         | 5 881 (0,6%)         | 3 997 (0,4%)         |
| üzbégek      | 116 (0,0%)           | 247 (0,0%)           | 1 626 (0,2%)         | 3 924 (0,4%)         |
| fehéroroszok | 9 852 (1,3%)         | 7 295 (0,9%)         | 5 294 (0,5%)         | 3 336 (0,3%)         |
| szölkupok    | 2 064 (0,3%)         | 2 093 (0,3%)         | 1 787 (0,2%)         | 1 181 (0,1%)         |
| hantik       | 1 484 (0,2%)         | 952 (0,1%)           | 873 (0,1%)           | 718 (0,1%)           |
| összesen     | 746 802              | 785 706              | 1 046 039            | 1 047 394            |

## Közigazgatás
A Tomszki terület élén a kormányzó áll:
- Viktor Melhiorovics Kressz – 1995-től 2012 tavaszáig.
- Szergej Anatoljevics Zsvacskin – 2012 tavaszától 2022. május 10-ig. Hivatali idejének lejárta előtt saját kérésére – több regionális vezetővel egyidőben – felmentették.
- Vlagyimir Vlagyimirovics Mazur – 2022. május 10-től Putyin elnök által megbízott kormányzó. Megbízatása a szeptemberben esedékes kormányzói választásig szól.[3]

## Városok
- Tomszk, a terület fővárosa,
- Kedrovij
- Kolpasevo
- Sztrezsevoj
- Szeverszk

## Járások
A járások neve, székhelye és 2010. évi népessége az alábbi:
| Magyar név                | Orosz név             | Székhely           | Lélekszám |
| ------------------------- | --------------------- | ------------------ | --------- |
| Alekszandrovszkojei járás | Александровский район | Alekszandrovszkoje | 8 686     |
| Aszinói járás             | Асиновский район      | Aszino             | 36 459    |
| Bakcsari járás            | Бакчарский район      | Bakcsar            | 13 419    |
| Csajai járás              | Чаинский район        | Podgornoje         | 12 920    |
| Felső-ketyi járás         | Верхнекетский район   | Belij Jar          | 17 052    |
| Kargaszoki járás          | Каргасокский район    | Kargaszok          | 21 814    |
| Kolpasevói járás          | Колпашевский район    | Kolpasevo          | 41 183    |
| Kozsevnyikovói járás      | Кожевниковский район  | Kozsevnyikovo      | 20 967    |
| Krivoseinói járás         | Кривошеинский район   | Krivoseino         | 13 285    |
| Molcsanovói járás         | Молчановский район    | Molcsanovo         | 13 446    |
| Parabeli járás            | Парабельский район    | Parabel            | 12 595    |
| Pervomajszkojei járás     | Первомайский район    | Pervomajszkoje     | 18 947    |
| Segarkai járás            | Шегарский район       | Melnyikovo         | 20 306    |
| Tomszki járás             | Томский район         | Tomszk             | 68 652    |
| Tyegulgyeti járás         | Тегульдетский район   | Tyegulgyet         | 6 937     |
| Zirjanszkojei járás       | Зырянский район       | Zirjanszkoje       | 13 179    |